# Чима
Чима (кор. 지마, 祇摩, Jima, Chima; пом. 134) — корейський правитель, шостий володар (ісагим) держави Сілла періоду Трьох держав.

## Біографія
Був старшим сином і спадкоємцем вана Пхаси.
За його правління тривав мир із Пекче, мирну угоду з якою підписав Пхаса. Коли 125 року з півночі кордони Сілли зазнали вторгнення з боку племен мохе, ван Пекче Кіру відрядив військо на допомогу Чимі, й напад було відбито.
Після невдалих спроб Чими 115 та 116 років атакувати сусідню конфедерацію Кая, перетнувши річку Нактонган, між двома державами також було встановлено мирні відносини.
123 року Чима налагодив зв'язки з японською державою Ва.
Помер 134 року, не залишивши спадкоємців чоловічої статі. Тому після смерті Чими трон зайняв його дядько, Ільсон.